# Periferieën van Griekenland

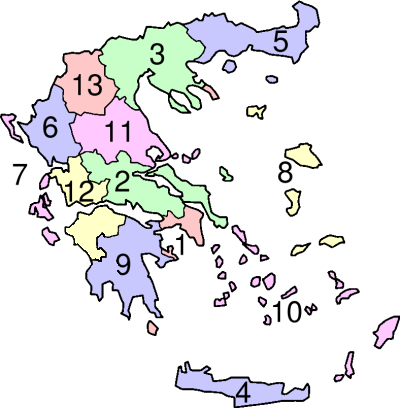
Regio's in Griekenland
1 Attica, Αττική
2 Centraal-Griekenland, Στερεά Ελλάδα
3 Centraal-Macedonië, Κεντρική Μακεδονία
4 Kreta, Κρήτη
5 Oost-Macedonië en Thracië, Ανατολική Μακεδονία και Θράκη
6 Epirus, Ήπειρος
7 Ionische Eilanden, Ιόνια νησιά
8 Noord-Egeïsche Eilanden, Βόρειο Αιγαίο
9 Peloponnesos, Πελοπόννησος
10 Zuid-Egeïsche Eilanden, Νότιο Αιγαίο
11 Thessalië, Θεσσαλία
12 West-Griekenland, Δυτική Ελλάδα
13 West-Macedonië, Δυτική Μακεδονία

Griekenland is in 13 periferieën, Grieks: περιφέρειες, periferiës, regio's, verdeeld, waarvan er negen op het vasteland liggen en vier uit eilanden bestaan. Aan het hoofd van een regio staat een periferiarch, die door de minister van Binnenlandse Zaken wordt benoemd. De periferieën van Griekenland waren voor 2011 in 54 prefecturen, nomi onderverdeeld, maar deze zijn als volwaardige bestuurslaag opgeheven. Hiervoor in de plaats zijn periferie-districten, περιφερειακές ενότητες, periferiakes enotites, gekomen. De bestuurlijke indeling van Griekenland is zo, dat deze periferieën in districten zijn onderverdeeld.
De monnikenstaat Oros Athos, dat op een schiereiland in Centraal-Macedonië ligt, heeft sinds 1926 een autonome status en valt direct onder de Grieks-Orthodoxe Kerk.

## Voor 1987
De huidige indeling in dertien periferieën is ontstaan in 1987, toen de toen bestaande tien periferieën opnieuw werden ingedeeld. 
| Voormalige regio              | Huidige regio                                                                                      |
| ----------------------------- | -------------------------------------------------------------------------------------------------- |
| Egeïsche Eilanden             | Noord- en Zuid-Egeïsche Eilanden                                                                   |
| Kreta                         | Kreta                                                                                              |
| Epirus                        | Epirus                                                                                             |
| Groot-Athene                  | de steden Athene en Piraeus in Attica                                                              |
| Centraal-Griekenland en Euboa | Centraal-Griekenland, het noorden van West-Griekenland en het overige deel van Attica              |
| Ionische Eilanden             | Ionische Eilanden                                                                                  |
| Macedonië                     | Het eigenlijke Macedonië (West- en Centraal-Macedonië en het westen van Oost-Macedonië en Thracië) |
| Peloponnesos                  | Het schiereiland Peloponnesos (Peloponnesos en het zuiden van West-Griekenland)                    |
| Thracië                       | Het eigenlijke Thracië (het oostelijk deel van Oost-Macedonië en Thracië)                          |
| Thessalië                     | Thessalië                                                                                          |

## Bestuurlijke regio's per periferie
De bestuurlijke regio's met hun periferie-districten zijn:
| - 1. Attica - Centraal-Athene - Eilanden - Noord-Athene - Oost-Attica - Piraeus - West-Athene - West-Attica - Zuid-Athene - 2. Centraal-Griekenland - Boeotië - Evia - Evrytania - Fokida - Phthiotis - 3. Centraal-Macedonië - Chalcidice - Imathia - Kilkis - Pella - Piëria - Serres - Thessaloniki - 4. Kreta - Chania - Iraklion - Lassithi - Rethimon | - 5. Oost-Macedonië en Thracië - Drama - Evros - Kavala - Rodopi - Thasos - Xanthi - 6. Epirus - Arta - Ioannina - Preveza - Thesprotia - 7. Ionische Eilanden - Corfu - Ithaka - Kefalonia - Lefkada - Zakynthos - 8. Noord-Egeïsche Eilanden - Chios - Ikaria - Lesbos - Limnos - Samos - 9. Peloponnesos - Argolis - Arcadië - Korinthe - Laconië - Messenië | - 10. Zuid-Egeïsche Eilanden - Andros - Kalymnos - Karpathos - Kea-Kythnos - Kos - Milos - Mykonos - Naxos - Paros - Rhodos - Santorini - Syros - Tinos - 11. Thessalië - Karditsa - Larissa - Magnisia - Sporaden - Trikala - 12. West-Griekenland - Achaia - Etoloakarnania - Ilia - 13. West-Macedonië - Florina - Grevena - Kastoria - Kozani - Oros Athos, Aftonomi monastiki politeia, Autonome kloostergemeenschap |

Attica · Centraal-Griekenland · Centraal-Macedonië · Epirus · Ionische Eilanden · Kreta · Noord-Egeïsche Eilanden · Oost-Macedonië en Thracië · Peloponnesos · Thessalië · West-Griekenland · West-Macedonië · Zuid-Egeïsche Eilanden

Autonome Monastieke Staat van de Heilige Berg (Athos)

Periferie-districten · Gemeenten